# Lauren Wells
Lauren Wells, född 3 augusti 1988, är en friidrottare från Australien. Hon deltog vid olympiska sommarspelen 2012 och olympiska sommarspelen 2016.